# قبل وقل (ألبوم سيلينا غوميز أند ذا سين)
قبلة وقِيل أو كِيس إند تِيل (بالإنجليزية: Kiss & Tell)‏ هو أول ألبوم استوديو للفرقة الأمريكية «سيلينا غوميز انذ ذا سين» تم إصدار الالبوم في 29 سبتمبر عام 2009 من قِبل هوليوود ريكوردز، يتكون الالبوم من موسيقى البوب و الروك والموسيقة الحماسية، عمل كل من تيد برونر وتري فيتيتو على نطاق واسع مع غوميز على الألبوم، حيث عملت غوميز مع جينا شوك على عدة أغنيات للألبوم، بينما أنتج روك مافيا اثنين من أغاني الألبوم.

## روابط خارجية
- قبل وقل (ألبوم سيلينا غوميز أند ذا سين) على موقع أول موفي (الإنجليزية)